# چرخش بوریس
چرخش بوریس (به انگلیسی: Spinning Boris) فیلمی محصول سال ۲۰۰۳ و به کارگردانی راجر اسپاتیس‌وود است. در این فیلم بازیگرانی همچون جف گلدبلوم، آنتونی لاپالیا، لیو شرایبر، شانا مک‌دانلد، گریگوری هلادی و ایلیا ولوک ایفای نقش کرده‌اند.